# Bárðarhnúkar
Bárðarhnúkar är kullar i republiken Island. De ligger i regionen Suðurland, 180 km öster om huvudstaden Reykjavík.
Bárðarhnúkar sträcker sig 15,6 km i nord-sydlig riktning. Den högsta toppen är Kaldbakur, 731 meter över havet.
Topografiskt ingår följande toppar i Bárðarhnúkar:
- Kaldbakur
- Laufsalir
- Miklafell
- Rauðhóll